# Российские студенческие отряды

Российские студенческие отряды (МООО «РСО») — молодёжная общероссийская общественная организация, целью которой является обеспечение обучающихся в общеобразовательных организациях, профессиональных образовательных организациях и образовательных организациях высшего образования, изъявивших желание в свободное от учебы время работать в различных отраслях экономики в составах трудовых коллективов. Также задачами организации является гражданско-патриотическое воспитание, развитие добровольческого движения, творческого и спортивного потенциала молодёжи.
Организация позиционируется как правопреемница Всесоюзных студенческих строительных отрядов (ВССО), существовавших в СССР до 1991 года на государственном уровне при комсомоле (ВЛКСМ), и правопреемница молодёжного общероссийского общественного движения «Российские Студенческие Отряды», учреждённого в 2004 году.

## История
Является правопреемницей Всесоюзных студенческих строительных отрядов (ВССО), существовавших в СССР на государственном уровне.
В связи со сменой экономической системы после распада СССР и самороспуске ВЛКСМ студенческие отряды прекратили свою деятельность за исключением четырёх регионов: г. Санкт-Петербурга, Свердловской области, Алтайского и Пермского краев.
В начале 2000-х движение стало формироваться заново: в различных регионах страны появились штабы, а число студентов, организованно работающих в летние месяцы, значительно возросло.
В 2003 году Департамент по молодежной политике Министерства образования Российской Федерации провел первое всероссийское совещание руководителей региональных штабов студенческих отрядов и учреждений, занимающихся сезонной занятостью молодежи и студентов. 9 июля 2003 года в г. Москве под председательством Заместителя Председателя Правительства Российской Федерации Кареловой Галины Николаевной состоялось заседание Правительственной комиссии по делам молодёжи «О государственной поддержке студенчества и студенческих отрядов», на котором был создан Межведомственный координационный совет под председательством Заместителя Министра образования России Юрия Коврижных.
17 февраля 2004 года в Государственном Кремлевском дворце состоялся Всероссийский форум студенческих отрядов, посвященный 45-летию движения. В рамках форума было учреждено Молодёжное общероссийское общественное движение «Российские студенческие отряды».
23 февраля 2011 года Молодёжное общероссийское общественное движение «Российские студенческие отряды» было реорганизовано и преобразовано в Молодёжную общероссийскую общественную организацию «Российские студенческие отряды».

## Структура

### Руководящие органы
- Съезд — высший руководящий орган, созываемый Правлением 1 раз в 3 года.
- Наблюдательный совет — руководящий орган, определяющий стратегию развития студенческих отрядов. В настоящее время Председателем Наблюдательного совета является Михаил Киселёв[5].
- Правление — постоянно действующий руководящий орган. В настоящее время Председателем Правления является Дрожжина, Юлия Николаевна.
- Руководитель (Командир) Центрального штаба — единоличный исполнительный органом, осуществляющий руководство деятельностью Центрального штаба. В настоящее время Руководителем (Командиром) Центрального штаба является Ярослав Зубащенко.
- Центральная контрольно-ревизионная комиссия (ЦКРК) — руководящий орган, осуществляющий контроль за соблюдением Устава, решений руководящих органов, а также за финансовой и хозяйственной деятельностью руководящих органов, ее территориальных структурных подразделений, а также ее дочерних хозяйственных обществ и хозяйственных товариществ.

### Структура
- Центральный штаб отвечает за координацию и развитие основных направлений деятельности студенческих отрядов.
- Окружной штаб отвечает за координацию, разработки и реализации мероприятий по поддержке деятельности студенческих отрядов в субъектах России, входящих в состав соответствующего федерального округа.
- Региональный штаб отвечает за координацию и развитие основных направлений деятельности студенческих в субъекте России.
- Местный штаб осуществляет общее руководство местным отделением.
- Линейный студенческий отряд (ЛСО) — коллектив обучающихся, целью деятельности которого является организация временной занятости таких обучающихся, изъявивших желание в свободное от учебы время работать в различных отраслях экономики и реализующих общественно полезную программу.
- Трудовой отряд подростков (ТОП) — добровольное объединение обучающихся, осваивающих основные образовательные программы основного общего, среднего (полного) общего, начального профессионального, среднего профессионального и высшего профессионального образования, в возрасте от 14 до 18 лет, изъявивших желание в свободное от учебы время принимать участие в трудовой деятельности и общественно полезной работе для дальнейшего профессионального самоопределения.

## Деятельность
С 2021 года Российские студенческие отряды являются ресурсным партнёром в категории «Создание и организация волонтерского корпуса» Международного строительного чемпионата, учрежденного в феврале 2020 г. Минстроем России и Госкорпорацией «Росатом».
В 2023 году студенческие сервисные отряды были привлечены для работы на Восточном экономическом форуме и Петербуржскому международном экономическом форуме. Также 2023 году Российские студенческие отряды стали оператором волонтерского корпуса Петербуржского международного газового форума.
- Студенческие строительные отряды (ССО)
- Студенческие педагогические отряды (СПО)
- Студенческие отряды проводников (СОП)
- Студенческие сервисные отряды (ССервО)
- Студенческие сельскохозяйственные отряды (ССхО)
- Студенческие медицинские отряды (СМО)
- Трудовые отряды подростков (ТОП)

### Строительное направление (ССО)
Участники студенческих строительных отрядов чаще всего занимают должности плотников, сварщиков, каменщиков, стропальщиков, монтажников, арматурщиков, кровельщиков, дорожных рабочих, штукатуров-маляров. Помимо этого существуют отряды атомной, газовой и энергетической отраслей, а также отряды железнодорожного транспорта.
В 2006 году студенческие отряды включились в реализацию  национального проекта «Доступное и комфортное жильё — гражданам России».
В апреле 2009 года «Российские студенческие отряды» совместно с партийным движением «Молодая гвардия Единой России» (МГЕР) запустили совместный проект «Яростный стройотряд» для участия студентов в строительстве объектов зимних Олимпийских игр Сочи 2014. Проект не имел всеохватывающего характера в Молодой гвардии, ряд местных отделений из-за отсутствия средств не участвовали в проекте. Некоторые отделения МГЕР ограничились реализацией проекта в рамках своего региона.
В 2012 году при поддержке Росмолодёжи и МООО «РСО» на форуме Селигер создана совместная смена «Молодые строители», проходившая на форуме с 17 по 25 июля.
Помимо работы на российских объектах, студенческие отряды также ведут работы в рамках Международных студенческих трудовых проектов в Беларуси, Египте, Китае, Турции, Индии, Бангладеш и Финляндии.
Наиболее значимыми объектами, в строительстве которых студенческие отряды принимали участие, являются:
- Байкало-Амурская магистраль
- Инфраструктурные объекты космодромов «Плесецк» и «Восточный»
- Объекты Саммита АТЭС 2012
- Объекты XXVII Всемирной летней Универсиады
- Спортивные сооружения зимних Олимпийских и Паралимпийских игр 2014
- Крымский мост
- Стадионы «Газпром Арена», «Волгоград Арена», «Калининград», «Ростов-Арена»
- Аэропорт «Платов» и взлётно-посадочная полоса аэропорта «Шереметьево»
- Магистральный газопровод Сила Сибири

### Педагогическое направление (СПО)
Студенческие педагогические отряды проводят социально-педагогическую работу с детьми и подростками, ежегодно организуют отдых детей во время каникул, курируют деятельность детских общественных объединений. Являются самым многочисленным направлением.
В 2009 году Центральным штабом было инициировано создание опорной площадки педагогических отрядов. В 2014 году в рамках площадки началась разработка единой программы подготовки вожатых. Начала свою работу Всероссийская школа методистов студенческих педагогических отрядов (позднее — Всероссийская школа СПО). В 2015 году опорной площадкой при поддержке Министерства образования и науки Российской Федерации совместно со специалистами ВДЦ «Орлёнок» и при участии Мосгортура была разработана единая программа дополнительного профессионального образования по должности «Вожатый».
В 2017 была создана общедоступная интернет-площадка для обучения с применением дистанционных технологий, для чего была создана дочерняя организация МООО «РСО» — ООО «РСО-Развитие».
С 2019 года в рамках подготовки к летней оздоровительной кампании стал проводиться День единых действий среди вожатых «Вожатский диктант».
Крупнейшими местами работы студенческих педагогических отрядов являются:
- МДЦ «Артек»
- ВДЦ «Орлёнок»
- ВДЦ «Океан»

### Направление отрядов проводников (СОП)
В начале 2000-х годов было принято решение Министерства путей сообщения Российской Федерации о формировании студенческих отрядов проводников во всех отраслевых вузах. В 2004 году, после упразднения министерства, состав отрядов стал формироваться из числа студентов не только профильных вузов.
В 2017 году впервые прошла всероссийская школа для подготовки инструкторов поездных студенческих бригад.
Местами работ проводников пассажирского вагона являются:
- ОАО «РЖД»
- ОА «ФПК»[9]
- Гранд Сервис Экспресс[10]

### Медицинское направление (СМО)
Студенческие медицинские отряды занимают должности младшего и среднего медицинского персонала лечебно-профилактических учреждений, учреждений санитарного типа и детских оздоровительных центров.
С 2019 года проходит акция «Медицинский десант РСО», в рамках которой студенты оказывают местным жителям медицинскую помощь, проводят доврачебный осмотр, организуют для школьников уроки здоровья, обучают население первой медицинской помощи.

### Сервисное направление (ССервО)
Студенческие сервисные отряды работают в индустрии гостеприимства: официантами, барменами, кухонными работниками, горничными, швейцарами, хостес, спасателями, озеленителями.
С 1991 по 2004 гг., несмотря на развал Советского Союза, работали в г. Пермь. (объединение сервисных отрядов - УралСервис)
В 2017 году для организации и обслуживания Всемирного фестиваля молодёжи и студентов был сформирован Межрегиональный сводный студенческий сервисный отряд. Также в рамках деловой программы фестиваля были организованы панельные дискуссии, встречи с работодателями и творчески встречи, направленные на трудоустройство молодежи в России и зарубежом.

### Сельскохозяйственное направление (ССхО)
Студенческие сельскохозяйственные отряды работают на полях и фермах, на животноводческих комплексах и птицефабриках в сельской местности, заняты на уборке урожаю плодово-ягодных культур, сборе чая, клубники и фундука, озеленении территорий. В составе отрядов комбайнёров-механизаторов студотрядовцы принимают участие в посевной и уборочной кампаниях, занимаются заготовкой кормов и ремонтом сельскохозяйственной техники. Помимо этого существует отдельное поднаправление — студенческие путинные отряды (СПуО), которые занимаются ручной и автоматизированной переработкой рыбы, начиная с разгрузки машин и заканчивая упаковкой икры.

### Специализированное направление
К студенческим специализированным отрядам относятся отряды, не относящиеся к основным направлениям, в том числе:
- студенческие археологические отряды;
- студенческие экологические отряды;
- студенческие поисковые отряды;
- студенческие IT-отряды;
- студенческие медиа-отряды
- путинные отряды

### Трудовые отряды подростков (ТОП)
Трудовую деятельность подростки осуществляют в сфере детского отдыха в пришкольных лагерях, трудятся в сельском хозяйстве, работают на швейном производстве, фасовщиками хлебобулочных изделий, помощниками библиотекарей, официантами, экскурсоводами, журналистами, администраторами, курьерами, дизайнерами, а также в качестве подсобных рабочих по благоустройству и озеленению территорий муниципалитетов.
Помимо трудоустройства подростков МООО «РСО» также проводит профориентационные смены, мастер-классы, конкурсы профмастерства,  способствуя  осознанному  выбору  профессии  и  формируя  кадровый  резерв  страны.
В  2023  году  прошли  Всероссийская  профориентационная  смена  «Труд крут»,  профориентационный  марафон  «В  Первые  с  РСО»  (совместно с «Движением Первых») и  первый  Всероссийский  конкурс  профмастерства  трудовых отрядов подростков. В 2024 году прошёл первый слёт Трудовых отрядов подростков в Архангельске.
Большинство участников трудовых отрядов подростков, достигнув совершеннолетия, переходят в студенческие отряды.

### Всероссийские слёты студенческих отрядов
| Год  | Регион                | Примечание |
| ---- | --------------------- | --- |
| 2004 | Москва                | В рамках слёта было учреждено Молодёжное общероссийское движение «Российские Студенческие Отряды». |
| 2005 | Казань                | |
| 2006 | Кемерово              | |
| 2007 | Красноярск, Краснодар | |
| 2008 | Екатеринбург          | |
| 2009 | Москва                | В рамках Слёта состоялся первый творческий вечер в Московском государственном университете им. М.В. Ломоносова. Там же прошло открытие памятника «50 лет движению студенческих отрядов». |
| 2010 | Омск                  | |
| 2011 | Екатеринбург          | По результатам внеочередного Съезда, прошедшего в рамках Слёта, на должность Руководителя (Командира) Центрального штаба был избран Михаил Киселёв. |
| 2012 | Владивосток           | |
| 2013 | Сочи                  | В рамках Слёта прошла первая Всероссийская спартакиада студенческих отрядов, в последствии ставшая ежегодной. Также впервые были объявлены итоги конкурса на лучший региональных штаб Российских студенческих отрядов. |
| 2014 | Москва                | В рамках слёта у памятника студенческим отрядам МГУ была заложена памятная плита и капсула с посланием будущим поколениям отрядов, которая будет вскрыта в 2034 году. Впервые состоялся конкурс профессионального мастерства среди студенческих отрядов проводников.                                                                                                 |
| 2015 | Челябинск             | Впервые среди студенческих строительных отрядов состоялся всероссийский конкурс профессионального мастерства «Труд крут». |
| 2016 | Новосибирск           | |
| 2017 | Якутск                | Впервые на слёте прошёл Всероссийский конкурс красоты и талантов «Мисс Российские студенческие отряды». Также впервые прошёл конкурс профессионального мастерства среди студенческих медицинских отрядов. |
| 2018 | Ростов-на-Дону        | Впервые прошли конкурс профессионального мастерства среди студенческих сервисных отрядов и конкурс на лучшее региональное отделение по организации комиссарской деятельности. В рамках слёта также прошли слёт студенческих отрядов атомной отрасли и слёт студенческих отрядов электросетевого комплекса.                                                           |
| 2019 | Москва                | В рамках слёта на Казанском вокзале была открыта памятная доска, посвящённая отправке первого студенческого строительного отряда на целину. На территории МГУ возложили памятную плиту в честь 60-летия движения студенческих отрядов. Был установлен рекорд России за наибольшее количество людей, поющих одновременно под гитару, с результатом в 1146 участников. |
| 2020 | Санкт-Петербург       | |
| 2021 | Воронеж               | В связи с пандемией COVID-19 слёт прошёл дистанционно. |
| 2022 | Кемерово              | |
| 2023 | Казань                | |
| 2024 | Москва                | |
| 2025 | Красноярск            | |

### Социальные проекты
- Всероссийская акция «День ударного труда»;
- Всероссийская патриотическая акция «Снежный десант РСО»;
- Всероссийская трудовая патриотическая акция «Поклонимся великим тем годам».

## СО.Здание
Первое мультиформатное пространство студенческих отрядов «СО.Здание» было открыто в Москве в 2019 году в бывшем здании центральной химической библиотеки РХТУ, которое было передано Министерством образовании и науки Российской Федерации в безвозмездную аренду на 25 лет. На цокольном этаже здания был размещён музей студенческих отрядов, где представлена информация о деятельности, истории, культуры и знаковых проектах студенческих отрядов с 1959 г. по настоящее время, а также экспозиции партнеров. На первом этаже находятся коворкинг-зона, конференц-зал, студия звукозаписи, фотостудия, магазин «ТрудКрутШоп». На втором этаже расположены офисные помещения Центрального штаба и Аппарата МООО «РСО». Строительные работы в «СО.Здании» проводились за счёт средств участников студенческих отрядов, собранных Фондом поддержки и развития движения студенческих отрядов в рамках Всероссийской акции «День ударного труда» в 2018 г.
После этого мультиформатные пространства стали открываться и в других региональных отделениях МООО «РСО». В настоящее время «СО.Здания» открыты в Алтайском крае, Удмуртской Республике, Республике Татарстан, Республике Саха (Якутия), г. Санкт-Петербурге, Московской, Ростовской, Самарской, Новосибирской, Томской, Омской, Саратовской областях.

## Знаки отличия
Награды МООО «РСО» являются высшей формой поощрения членов организации и других лиц за заслуги и достижения в области развития движения студенческих отрядов в Российской Федерации. Устанавливаются следующие виды наград:
1. Благодарность РСО (III степень);
2. Почётная грамота РСО со знаком отличия (II степень);
3. Почётный знак РСО «За активную работу в студенческих отрядах» (I степень).

В организации существуют наградные знаки отличия, которыми награждаются участники организации. один из которых «Знак за активную работу», руководство отрядов называет себя командирами, комиссарами и мастерами(методистами), отделения организации называются штабами, участники РСО носят куртки различных цветов (стро́евка, бойцовка или целинка) с многочисленными шевронами, на груди памятные значки участия (строек, слётов и тд.) Командиры региональных и местных отделений РСО выбираются на общем собрании актива.
Организация сохранила традиции и часть внешних отличий комсомольской организации. Между тем студенческие педагогические отряды (СПО) РСО, работающие в качестве вожатых в детских лагерях, носят форму детских лагерей, в том числе галстуки, форменные рубашки, шевроны с эмблемами дружин и лагерей. Однако, по согласованию с администрации данных организаций, в один из дней смен бойцы движения проводят «день целинки» — и вместо формы детского лагеря носят бойцовки.

## Юбилейный 2024 год
26 октября 2023 года прошло первое заседание Организационного комитета по подготовке и проведению мероприятий, посвященных 65-летию движения студенческих отрядов Российской Федерации и 20-летию учреждения молодежной общероссийской общественной организации «Российские студенческие отряды» под председательством Заместителя Председателя Правительства Российской Федерации Голиковой Т. А.
16 — 17 февраля в рамках Международной выставки-форума «Россия» прошёл карьерный форум «Труд крут». Форум также проходил в других регионах России.
С 20 по 22 февраля 2024 года Государственной Думе проходила выставка «Российские студенческие отряды — главное трудовое движение страны».
22 апреля прошёл Всероссийский урок «Разговоры о важном» о Российских студенческих отрядах.
1 мая на Международном форуме-выставке «Россия» в Москве состоялось праздничное шествие, операторами которого выступили Российские студенческие отряды совместно с Росмолодёжью. Мероприятие прошло под лозунгом «Май! Труд крут!». Помимо этого шествия проходили и в других регионах России.
24 мая в рамках Всероссийского открытия третьего трудового семестра прошло второе заседание Организационного комитета юбилейного года.
30 мая с космодрома «Байконур» прошел старт ракеты-носителя «Союз-2.1а», на корпусе которой размещена символика юбилейного года Российских студенческих отрядов, а в транспортном грузовом корабле «Прогресс МС-27» на МКС отправился флаг юбилейного года РСО.
29 июня в День молодёжи из Москвы в Симферополь отправился поезд «Таврия» транспортной компании «Гранд Сервис Экспресс». Вагоны поезда брендированы в стилистике юбилейного года Российских студенческих отрядов.
5 июля на Первом канале состоялся выпуск капитал-шоу «Поле чудес», посвященный 50-летию Байкало-Амурской магистрали. В выпуске приняли участие бойцы студенческих отрядов проводников.
С 20 по 24 ноября 2024 года проходил Всероссийский слёт студенческих отрядов "ВССО 20:65"

## Законодательство
21 февраля 2015 г. в соответствии с Указом Президента Российской Федерации В. В. Путина № 86 установлен новый государственный праздник «День Российских студенческих отрядов», который отмечается ежегодно 17 февраля.
Федеральным законом от 14.07.2022 № 239-ФЗ в НК РФ была внесена правка для организаций и предпринимателей, которые нанимают на работу участников студенческих отрядов, освобождающая их от уплаты страховых взносов с выплат по трудовым или гражданско-правовым договорам.
14 февраля 2024 года Президентом РФ был подписан Федеральный закон № 21-ФЗ, позволяющий сохранять социальные выплаты при осуществлении деятельности в студенческих отрядах по трудовым договорам в каникулярное время.

## Памятники
- Памятник «50 лет движению студенческих отрядов» на территории Московского государственного университета, г. Москва;
- памятник «Бойцам студотрядов МИИТ», г. Москва;
- памятная доска, посвящённая отправке первого студенческого строительного отряда на целину на Казанском вокзале, г. Москва;
- арт-пространство «60 лет студенческим отрядам Кузбасса», г. Кемерово;
- памятник «Бойцам студенческих отрядов НГТУ им. Р.Р. Алексеева», г. Нижний Новгород;
- арт-объект, посвященный 60-летию студенческих отрядов Алтайского края, г. Барнаул;
- памятник «Студенческие отряды Белгородской области», г. Белгород;
- стела в честь 55-летия российского стройотрядовского движения и 50-летия Свердловского областного студенческого строительного отряда, г. Екатеринбург;
- скульптурная композиция первостроителям Нижнекамска «Мы знали - город будет!», г. Нижнекамск;
- арт-объект в сквере Студенческих отрядов Архангельской области, г. Архангельск;
- стела «Дисциплина. Сплоченность. Преемственность», г. Красноярск.

## Дочерние организации
- Фонд поддержки и развития движения студенческих отрядов
- ООО «РСО Инжиниринг»
- АНО ДПО «РСО-Развитие»
- The ЛУК production